# Luigi Brizzolara
Luigi Brizzolara (Chiavari, 11 giugno 1868 – Genova, 11 aprile 1937) è stato uno scultore italiano.

## Biografia

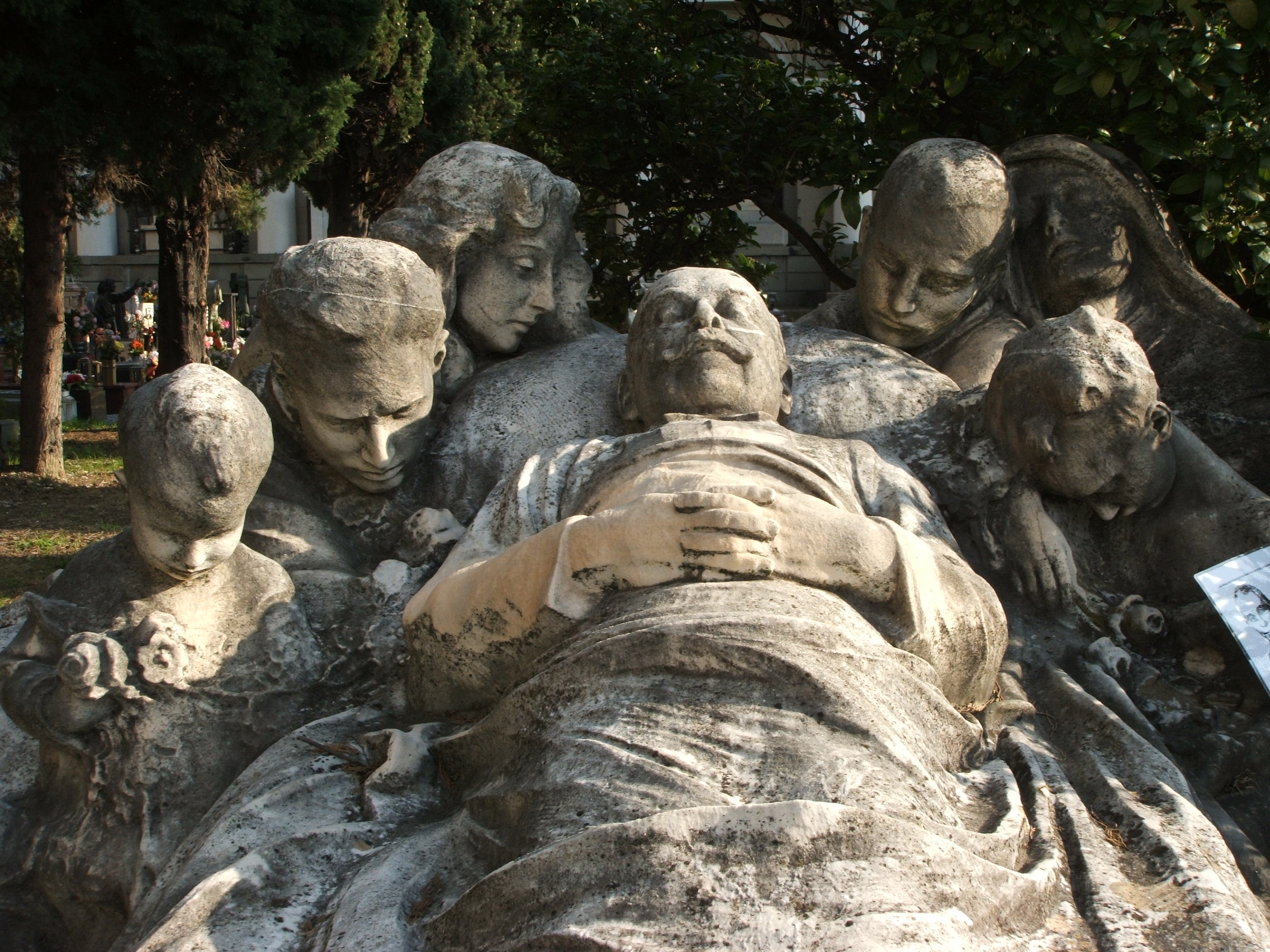
Tomba realizzata da Luigi Brizzolara - Cimitero Monumentale di Staglieno

I suoi genitori erano Antonio e Giuseppina Della Cella.
Iniziò giovanissimo nell'arte della scultura, andando a Genova per studiare all'età di vent'anni, quando si iscrisse all'Accademia Linguistica di Belle Arti.
Studente prediletto dello scultore Giovanni Scanzi, nel cui studio avrebbe prodotto la statua raffigurante Ismael Moribondo (ubicazione sconosciuta), ricevette una medaglia d'argento nell'esposizione colombiana di Genova del 1892. Grazie alla vittoria di un concorso per l'esecuzione di un monumento dedicato all'indipendenza dell'Argentina, Brizzolara godette di ampio seguito in America meridionale, che gli procurò numerose commissioni da quel continente.
Poco dopo vinse il concorso per la tomba di G.B. Castagnola, per il quale realizzò un altorilievo intitolato Visione di Cristo, nel cimitero monumentale di Staglieno. Sempre nel principale cimitero genovese sono presenti altre sue realizzazioni: il Monumento Bertollo (1915), la tomba De Barbieri-Pozzo (1918), la tomba Famiglia Jauch (1920) e la tomba Lavarello-Anselmi.
A Chiavari, sua città natale, fu tra i progettisti di piazza Roma e nel 1928 venne anche incaricato da un comitato cittadino di realizzare il monumento in bronzo ai caduti sito al centro della stessa. Fu autore di numerose altre realizzazioni cittadine, inclusa la statua di Vittorio Emanuele II sita in piazza Nostra Signora dell'Orto.
A Genova, in via Leonardo Montaldo, fece costruire palazzo Brizzolara, di cui progettò le decorazioni architettoniche, e in cui fondò una scuola d'arte.